# Tuğba Altıntop
Tuğba Altıntop (Adana, 15 de desembre de 1976) és una actriu de sèries de televisió i cantant de pop turca. La seva cançó "La La" ha rebut 4 milions de visites a Internet, per davant d'una cançó de Tarkan i una altra de Zeki Müren. Va ser finalista de Miss Turquia l'any 1996. Ha estat casada amb el cantant Rafet El Roman (1996-2003), amb qui tenen dues filles, Su i Şevval.

## Discografia

### Àlbums
- Sana Söylüyorum (Et dic, 2007)
- La La (2016)

### Single
- Yana Yakıla (Queixes, 2013)